# 歡樂合唱團：3D演唱會
《歡樂合唱團：3D演唱會》（英語：Glee: The 3D Concert Movie）是2011年美國的一部3D電影。由《歡樂合唱團》的演員出演。電影收錄了演員們在新澤西州的演唱會及第一季、第二季中演唱過的歌曲。以及演員和支持者在幕後的紀錄片。之後還發行了這部電影重歌曲的唱片。